# جورج جوبل
جورج جوبل (بالإنجليزية: George Gobel)‏ (و. 1919 – 1991 م) هو ممثل، وممثل هزلي من الولايات المتحدة الأمريكية . ولد في شيكاغو .
توفي في لوس أنجلوس .

## جوائز وترشيحات
حصل على جوائز منها:
جائزة إيمي
جائزة بيبودي (سنة 1954)

## روابط خارجية
- جورج جوبل على موقع IMDb (الإنجليزية)
- جورج جوبل على موقع ألو سيني (الفرنسية)
- جورج جوبل على موقع تيرنر كلاسيك موفيز (الإنجليزية)
- جورج جوبل على موقع أول موفي (الإنجليزية)
- جورج جوبل على موقع قاعدة بيانات برودواي على الإنترنت (الإنجليزية)
- جورج جوبل على موقع قاعدة بيانات الأفلام السويدية (السويدية)
- جورج جوبل على موقع إن إن دي بي (الإنجليزية)
- جورج جوبل على موقع قاعدة بيانات الفيلم (الإنجليزية)
- جورج جوبل على موقع كينوبويسك (الروسية)